# Precioso Dacalos Cantillas
Precioso D. Cantillas SDB (Barangay Langtad, cidade de Naga, Filipinas, 3 de julho de 1953) é um ministro filipino e bispo de Maasin.
Precioso Cantillas ingressou na Ordem Salesiana de Dom Bosco e recebeu o Sacramento da Ordem em 7 de dezembro de 1979.
Em 31 de março de 1995, o Papa João Paulo II o nomeou bispo titular de Vicus Caesaris e o nomeou bispo auxiliar de Cebu. O Arcebispo de Cebu, Cardeal Ricardo Vidal, o consagrou em 12 de julho do mesmo ano; Os co-consagradores foram o Bispo de Iligan, Emilio Layon Bataclan e o Bispo de San Jose, Leo Murphy Drona SDB. 
Em 20 de janeiro de 1998, João Paulo II o nomeou Bispo de Maasin. A posse ocorreu em 11 de março do mesmo ano.
Em 29 de outubro de 2005 foi nomeado membro do Pontifício Conselho de Pastoral para Migrantes e Itinerantes